# Bargmannia amoena
Bargmannia amoena är en nässeldjursart som beskrevs av Grace Odel Pugh 1999. Bargmannia amoena ingår i släktet Bargmannia och familjen Agalmatidae. Inga underarter finns listade i Catalogue of Life.